# Épicurisme

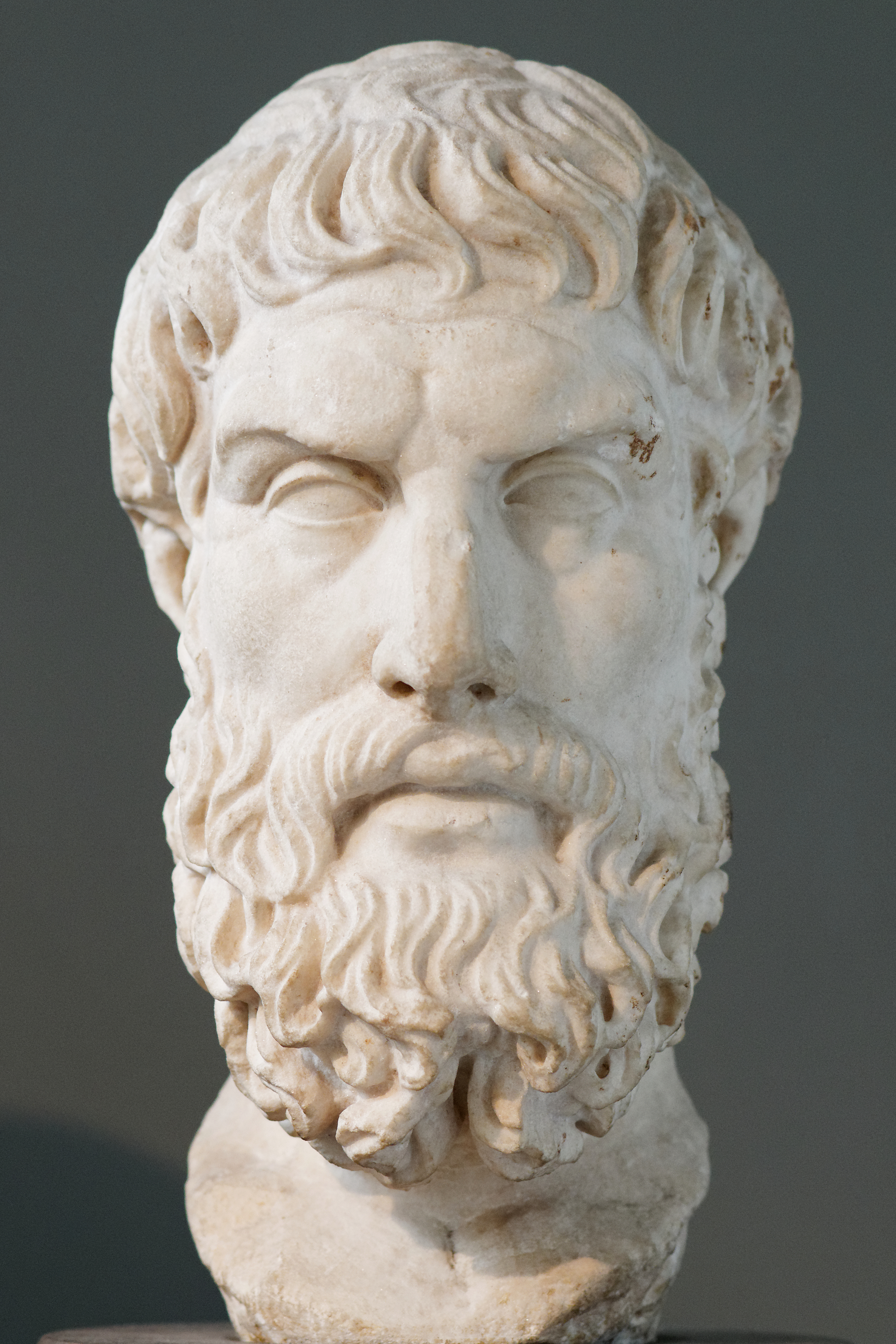
Épicure (342-270).

L'épicurisme est un courant issu de la philosophie antique ayant pour objectif principal l'atteinte du bonheur par la satisfaction des seuls désirs « naturels et nécessaires ». C'est une doctrine matérialiste et atomiste qui peut être soit qualifiée d'hédonisme raisonné, soit d'eudémonisme,. Il encourage la recherche du plaisir modéré et la tranquillité de l'âme, tout en soulignant l'importance de l'amitié, de la connaissance et de l'absence de crainte de mort. Quatre principes réglant la conduite épicurienne sont traditionnellement regroupés sous l'appellation de tetrapharmakos (τετραφάρμακος, « quadruple remède ») : la non-crainte des dieux ; la non-crainte de la mort ; la possibilité d'atteindre le bonheur ; la possibilité de supporter la douleur.
L'épicurisme est issu de l'école du Jardin, fondée dans un petit jardin à Athènes par Épicure en 306 av. J.-C., et est de ce fait aussi appelé « doctrine d'Épicure » ou « philosophie du Jardin ». Son héritage a été revendiqué par le matérialisme moderne (Marx notamment, mais aussi certains penseurs classiques proches des libertins, comme Pierre Gassendi, et les matérialistes des Lumières, comme Diderot ou D'Holbach),. L'épicurisme propose de s'appuyer sur le plaisir, défini comme souverain bien, et sur le rejet de la souffrance afin d'atteindre un état de bonheur, une sérénité de l'esprit, caractérisé par l'absence de troubles, l'ataraxie. Toutefois, à la différence de l'hédonisme tel qu'il est pratiqué par les Cyrénaïques, l'épicurisme bannit toute forme de plaisir non naturel et non nécessaire et consent à accepter certaines formes de souffrances. Ainsi, contrairement au « plaisir en mouvement » et immédiat d'Aristippe de Cyrène, la recherche d'Épicure du « plaisir en repos » (en absence de douleur) dans « la mémoire des plaisirs corporels du passé et dans l'anticipation de ceux de l'avenir » fait que « sa doctrine était en réalité beaucoup plus proche de l'ascétisme que de l'hédonisme ». L'abolition de la crainte de la mort et des dieux complète l'éthique épicurienne.
L'épicurisme professe que, pour éviter la souffrance, il faut éviter les sources de plaisir qui ne sont ni naturelles ni nécessaires. Il ne prône donc nullement la recherche effrénée du plaisir. La caricature de l'épicurien jouisseur — qui remonte à l'Antiquité et est déjà bien présente, mais avec humour et distance, chez Horace, se définissant comme un « porc du troupeau d'Épicure » —commença par la confusion entre l'épicurisme et l'hédonisme d'Aristippe de Cyrène, plus connu sous le nom de cyrénaïsme, puis se répandit par le biais de la polémique philosophique et, plus tard, de la pensée des Pères de l'Église, qui rejetaient le matérialisme de cette philosophie.
L'épicurisme entre en concurrence avec une autre grande pensée de l'époque, le stoïcisme, fondé en 301 av. J-C. En effet, les deux courants, matérialistes et monistes, sont l'un comme l'autre axés sur la recherche du bonheur mais proposent des moyens différents pour y parvenir. Il entretient également une polémique constante avec le scepticisme, dans la mesure où l'épicurisme est une doctrine dogmatique, c'est-à-dire croyant à la possibilité d'utiliser des critères de vérité pour fonder des connaissances certaines. Le critère de vérité épicurien est la sensation,,.

## L'épicurisme antique

### Le succès de la doctrine
L'épicurisme, en tant que conception matérialiste du monde, se diffuse avec succès dans tout le bassin méditerranéen d'Alexandrie à Rome et demeure vivace jusqu'aux premiers siècles du christianisme.
Le nombre des épicuriens fut très important à certaines périodes, au témoignage de Diogène Laërce, qui écrit que « les villes ne pouvaient plus contenir [ses amis] » : « Le charme de cette doctrine égalait la douceur des sirènes ». La doctrine semble avoir eu un grand succès en Campanie, comme en témoigne la présence d'une bibliothèque et d'un cercle épicurien constitués autour de la figure de Lucius Calpurnius Pison. On trouve également des traces de présence épicurienne jusque sur le site d'Oeonanda (dans l'actuelle Turquie) via l'inscription épicurienne monumentale édifiée au IIIe siècle par Diogène d'Œnoanda. Plotina Pompeia, épouse de Trajan, semble avoir été proche de l'école.
Cicéron, pourtant adversaire d'Épicure, ne contredit pas un de ses interlocuteurs qui s'écrie avec enthousiasme : « Quelle nombreuse élite d'amis il rassemblait dans sa maison ; quels intimes rapports d'affection mutuelle dans ce commun attachement au maître ! Et cet exemple est encore suivi par tous les épicuriens. (De finibus I, 65) »

### Causes de ce succès
Les publications d’Amafinius, considéré comme le premier philosophe à écrire en langue latine et de Lucrèce firent de l'épicurisme une doctrine populaire dans toutes les couches de la société. Elles avaient la réputation d'être relativement facile à saisir, moins techniques que l'enseignement de la Nouvelle Académie ou du stoïcisme.
Dans un monde où le choc incessant des guerres et l'aggravation de la misère bouleversent les valeurs traditionnelles :

« l'épicurisme propose un idéal de bonheur individuel et une vision du monde où ni les dieux, ni même la mort ne sont à craindre, car si tout l'univers est composé d'atomes éternels et indestructibles, l'homme ne doit rien à l'initiative des Dieux. »

### Caractères de l'école épicurienne
L'école épicurienne a la réputation d'être restée fidèle à la doctrine originelle d’Épicure jusqu'à son extinction. Ce fait est attesté notamment par Numénius dans les fragments de son traité Sur l'infidélité de l'Académie à Platon, qui pointe la soumission des disciples d’Épicure à ses dogmes.
Épicure était vraisemblablement l'objet d'un culte au sein du Jardin ; selon Plutarque, de son vivant déjà on relève des marques extrêmes de dévotion de la part de certains de ses disciples, comme Métrodore et Colotès de Lampsaque (Contre Colotès 1117 b-c).
Suivant la recommandation du maître dans son testament, les disciples célébraient chaque année l'anniversaire de sa naissance ; tous les mois, par une réunion plus solennelle, ils rappelaient son souvenir. Ils exposent dans leur chambre à coucher le portrait d'Épicure, ils en portent sur eux des réductions. Pas moyen d'oublier le fondateur de l'épicurisme, s'écrie Pomponius dans Cicéron, lorsque sa figure est chez nos amis, non seulement en peinture, mais jusque sur leurs vases et leurs bagues.
Pour ses disciples, Épicure est le libérateur — il est désigné souvent comme sôtèr, sauveur. Le poète Lucrèce le décrit dans un éloge célèbre comme « honneur de la Grèce » et père (De Rerum Natura III, v. 1-99) : il est à ses yeux l'homme et le philosophe qui a débarrassé l'humanité de la nuit noire de la superstition ; c'est le défenseur des droits de la liberté et de l'indépendance personnelle contre toute tradition religieuse. Aussi Lucien de Samosate parle-t-il d'Épicure comme d'un « homme saint, divin, qui seul a connu la vérité et qui en la transmettant à ses disciples est devenu leur libérateur ».
Non content de révérer la personne d'Épicure, ses disciples ont un égal respect pour sa doctrine. Selon Cicéron, qu'il ne faut peut-être pas prendre ici au pied de la lettre, leur secte sait peu ce qu'on dit ailleurs. Les épicuriens ne lisent que ses écrits, ils les aiment exclusivement, et sans connaissance de cause, ils condamnent les autres. Tout ce qui a plu au maître plaît aux disciples qui se feraient un crime de changer la moindre chose. Cette hypothèse est aujourd'hui assez sérieusement atténuée par les historiens : si la doctrine elle-même a connu peu d'infléchissements notables, elle est restée en dialogue permanent avec les autres sectes philosophiques et l'isolement absolu n'est plus défendu aujourd'hui.
Il y a au Louvre un marbre qui représente sur une de ses faces Épicure, et sur l'autre son inséparable ami Métrodore. On dirait une petite république où l'accord est complet entre tous les membres, selon les mots de Numénius cités par Eusèbe de Césarée. C'est là un côté par lequel l'épicurisme ressemble au pythagorisme : les disciples restent profondément unis. Épicure avait montré l'exemple ; pendant le siège d'Athènes par Démétrios, il avait nourri tous ses disciples (Plutarque, Démétrius, 34). Sa dernière pensée est de recommander les enfants de son ami, Métrodore ; c'est à eux, en grande partie, qu'est consacré son testament.
L'amitié ou philia est en effet une notion cardinale de l'éthique épicurienne. Cicéron développe cet aspect de la doctrine dans le livre I du traité De finibus. Cette pratique philosophique et propédeutique de l'amitié est encore mal connue. Elle a beaucoup intéressé Michel Foucault qui a, dans les dernières années de son enseignement, émis des hypothèses sur la pratique épicurienne de la parrhèsia philosophique.
Les épicuriens sont connus pour avoir souhaité se tenir à l'écart de la vie publique, selon le prétexte popularisé par le pamphlet de Plutarque « Vis caché ! » (lathè biôsas en grec). Ce refus de la participation politique s'explique principalement par l'identification du désir de gloire et de richesse comme un désir orienté vers des réalités bien plus toxiques que plaisantes, et par une volonté de fuir les situations de souffrance et de risque. Cela ne signifie pas l'absence de toute préoccupation collective, comme le montre bien la prégnance de la notion d'amitié dans l'éthique épicurienne. De fait, la doctrine épicurienne propose des développements significatifs sur l'origine du droit, la notion de justice, la philanthropia, et la rhétorique comme technique politique. Ces points sont particulièrement documentés dans les Maximes capitales d’Épicure, les fragments de l'épicurien Hermarque transmis par Porphyre, et de nombreux traités de Philodème comme l'Économique, Le bon roi selon Homère ou les livres sur la Rhétorique. On trouve des traces d'une polémique sur cette question de l'implication politique dans ce qui reste du De otio de Sénèque.

## Réception chez les modernes

### Critique de l'ataraxie
Une grande critique de l'épicurisme est celle de John Stuart Mill, qui est en réalité une critique de l'ataraxie de manière plus générale. Cette dernière se définit généralement comme l'absence de troubles (sens littéral de ἀταραξία), mais Épicure, tout comme les stoïciens, les bouddhistes ou Schopenhauer, la redéfinit comme étant la satisfaction de tous ses désirs, qui est donc à rechercher.

« C'est en effet quand nous souffrons de l'absence de plaisir que nous avons besoin de plaisir ; mais quand nous ne souffrons pas, nous n'avons pas besoin du plaisir. Voilà pourquoi nous disons que le plaisir est principe et fin de la vie bienheureuse. »

C'est cela que critique Mill, disant que la satisfaction de ses désirs n'est pas ce qui est à rechercher, ou plus exactement qu'« il vaut mieux être un homme insatisfait qu’un porc satisfait ; il vaut mieux être Socrate insatisfait qu’un imbécile satisfait ». Son argument est :

« Croire qu’en manifestant une telle préférence [vers une vie où certains désirs sont insatisfaits, par exemple car on souhaite que tout le monde agisse moralement], on sacrifie quelque chose de son bonheur, croire que l’être supérieur — dans des circonstances qui seraient équivalentes à tous égards pour l’un et pour l’autre — n’est pas plus heureux que l’être inférieur, c’est confondre les deux idées très différentes de bonheur et de satisfaction. »

Cependant, cela pose un problème. Certes, si l'on considère, comme le sens commun, qu'un désir est simplement l'« action de désirer » et synonyme d'envie ou de souhait, le raisonnement se tient tout à fait. Mais si l'on considère le mot désir comme désignant un « souhait irrationnel, obsédant et impossible à satisfaire », comme le font la plupart des philosophes (dont Épicure), ce désir est bien une limite au « bonheur » et pas seulement à la « satisfaction ».
Ce que dit Mill est donc vrai, mais pas contradictoire avec l'ataraxie, ni par extension avec l'épicurisme, car ne reposant pas sur la même définition du désir.

### Conventionnalisme et contractualisme
Sur le plan politique et éthique, on considère souvent les épicuriens comme les premiers penseurs utilitaristes et conventionnalistes. La justice, suivant Épicure, est fondée sur des conventions mutuelles de non-agression qui ne tiennent que par appréhension de l'utile pour ceux qui en sont capables et crainte du châtiment pour les autres. Les principes du droit ne sont donc pas fondés sur des normes naturelles mais sur des décisions locales guidées par une compréhension ponctuelle de ce qui favorisera collectivement la poursuite du plaisir et l'évitement de la souffrance.

### Théorie de la connaissance
On trouve des traces de la théorie épicurienne de la connaissance chez Kant, dans l'exposé de l'Analytique et de la dialectique transcendantale dans la Critique de la raison pure,.

### Atomisme
Pierre Gassendi, éditeur, traducteur et commentateur d’Épicure, en proposera une défense argumentée dans son Vie et mœurs d’Épicure. Les théories corpusculaires de la physique cartésienne sont construites en opposition avec cette physique atomiste épicurienne défendue par Gassendi.
L'influence des atomistes antiques est considérable en France chez les penseurs des Lumières. Diderot dans le Rêve de D'Alembert, D'Holbach dans son Système de la Nature et La Mettrie puisent une partie importante de leur inspiration dans la physique épicurienne. Cette filiation se retrouve chez les représentants les plus contemporains du matérialisme, et tout premièrement chez Marx, auteur d'une dissertation sur Épicure et Démocrite. Cette reprise marxiste explique l'abondance de travaux philologiques et philosophiques parfois de tout premier plan consacrés à l'épicurisme antique dans les pays de l'ex Bloc de l'Est.

### Littérature
En France, les poètes Francis Ponge et Raymond Queneau dans sa Petite Cosmogonie portative se réclament également de l'épicurisme dans sa transmission lucrétienne.

## Sources
- Henri Lengrand, Épicure et l'épicurisme, Paris, Bloud, 1906, 71 p., (OCLC 10187641).
- Paul Janet, Histoire de la science politique dans ses rapports avec la morale, Paris, Alcan, 1872, 531 p., (OCLC 263662828).

### Textes
Selon Diogène Laërce (Vies, X, 26), Épicure serait l'auteur de quelque trois cents volumes quasiment tous perdus ; il n'en subsiste que ceux recopiés par Diogène Laërce lui-même : « La lettre à Hérodote », « La lettre à Pythoclès », « La lettre à Ménécée », « Les Maximes capitales », ainsi que le florilège des « Sentences vaticanes » et des fragments papyrologiques retrouvés sur le site de la Bibliothèque d'Herculanum.
- Témoignages et fragments divers :
  - Les Épicuriens[35], sous la direction. de Jackie Pigeaud, Paris, Gallimard, « Bibliothèque de la Pléiade », no 564, 2010.
- Fragments d'Épicure :
  - Diogène Laërce, Vies et doctrines des philosophes illustres (vers 200), livre X.
  - Lettres et maximes, M. Conche édi. et trad., PUF, rééd. 1990.
  - Lettres, Maximes, Sentences, trad. Jean-François Balaudé, Paris, Le Livre de poche, 1994, 222 p.,  (ISBN 978-2-25306-709-2).
- Lucrèce, De la nature des choses, trad. du latin.

### Études
- Bollack M. et Laks A. (éds.), Études sur l'épicurisme antique, Lille: Publications de l'Université de Lille, 1976.
- Bollack M., La raison de Lucrèce, Paris, Minuit, 1978.
- Boyancé P. Lucrèce et l'épicurisme, Paris, PUF, 1963.
- Boyancé P., Lucrèce, sa vie, son œuvre, Paris, PUF, 1963.
- Boyancé P., Épicure, Paris, PUF, 1969.
- Brun J., L'épicurisme, Paris, PUF, 1959, coll. « Que sais-je ? ».
- Festugière A. J., Épicure et ses dieux, Paris, PUF, 1946, Rééd. 1968, 1985.
- Gabaude, J.M., Le jeune Marx et le matérialisme antique, Toulouse, Privat, 1970.
- Gigandet A., et Morel P.-M., Lire Épicure et les épicuriens, Paris: PUF, 2007.
- Giovacchini J., Épicure, Paris: Belles Lettres, 2007.
- Guyau, J.-M. La morale d'Épicure et ses rapports avec les doctrines contemporaines, Paris, Alcan, 1878, rééd.
- Janet P. (1823-1899), Histoire de la science politique dans ses rapports avec la morale (la section politique du présent article est extraite de cet ouvrage).
- Lengrand, Henri, Épicure et l'épicurisme, 1906 (le présent article est extrait de cet ouvrage).
- Lévy Carlos, Les Philosophies hellénistiques, Livre de poche, 1997.
- Long Anthony A. et Sedley David N., Les philosophes hellénistiques (1986), trad., Garnier-Flammarion, 1997, 3 t. T. I : Pyrrhon, l'épicurisme.
- Markovits F., Marx dans le jardin d'Épicure, Paris, Minuit, 1974.
- Nizan P., Les matérialistes de l'antiquité, Paris, Maspero, 1979.
- Rochot B., Les travaux de Gassendi sur Épicure et sur l'atomisme, Paris, Vrin, 1944.
- Rodis-Lewis Geneviève, Épicure et son école, Paris, Gallimard, 1976, réed. « Folio », Gallimard, 1995.
- Salem J., Tel un dieu parmi les hommes : L'éthique d'Épicure, Vrin (2e édition revue et corrigée), 2002
- Usener H., Glossarium Épicureum, Ateneo, Rome, 1977.